# Albert Dubout
 (mai 2017).
Si vous disposez d'ouvrages ou d'articles de référence ou si vous connaissez des sites web de qualité traitant du thème abordé ici, merci de compléter l'article en donnant les références utiles à sa vérifiabilité et en les liant à la section « Notes et références ».
Albert Dubout né à Marseille (Bouches-du-Rhône) le 15 mai 1905 et mort à Saint-Aunès (Hérault) le 27 juin 1976 est un dessinateur humoristique, affichiste, cinéaste et peintre français.
Son dessin se caractérise par son trait contourné et ses personnages caricaturaux, petits messieurs à chapeaux, très grosses dames en robe et scènes de foule mouvementées.

## Biographie
Albert Dubout est né le 15 mai 1905 à Marseille. Après des études au lycée de Nîmes, puis à l'école des Beaux-Arts de Montpellier, où il rencontre sa première épouse, Renée Altier, il s'installe à Paris en 1922. Ses premiers dessins paraissent dans L'Écho des étudiants de Montpellier en 1923.
En 1929, Philippe Soupault, directeur littéraire aux éditions Kra, lui fait illustrer son premier livre : Les Embarras de Paris de Boileau. Il expose aussi cette année-là au Salon des humoristes une série de tableaux dont L'Isolé, L'Oubli, Le Réveillon à la Chambre des députés et En attendant la gloire.
Il effectue son service militaire à Saint-Cloud au 6e groupe autonome d'artillerie.
Il illustre près de 80 ouvrages, dont 18 recueils de dessins, dont des livres de Boileau, Beaumarchais, Mérimée, Rabelais, Villon, édités par Gibert Jeune Cervantes, Balzac (Les Cent Contes drolatiques), Racine, Voltaire, Rostand, Poe, Courteline et simultanément des textes officiels (code des impôts) et de nombreux romans (dont la série des San Antonio en 1965 à la demande de Frédéric Dard). Il donna des dessins pour Clochemerle de Gabriel Chevallier.
Il collabore à divers journaux et revues dont Le Rire, Marianne, Éclats de Rire, L'os libre, Paris-Soir, Ici Paris…
Il réalise aussi des affiches de cinéma et de théâtre, en particulier pour Marcel Pagnol, ainsi que des décors. Il travaille dans la publicité, dessine de nombreuses couvertures de livres et des pochettes de disques, ainsi que de très nombreux dessins mêlant humour et pornographie. Sa production de peintures à l'huile (70 tableaux) est plus confidentielle.
Au cinéma, il réalise d'abord deux courts métrages d'animation avec notamment la collaboration de Lucienne Berthon et Marcel Bouret en 1947, Anatole fait du camping et Anatole à la tour de Nesle, qui mettent en scène le malingre Anatole et son adversaire, le brutal Sparadra. Il scénarise ensuite La Rue sans loi en 1950 et Anatole chéri en 1954 : ces deux longs métrages, qui transposent son univers graphique en prise de vues réelle, sont des échecs commerciaux.
En 1953, son nom apparaît dans le Petit Larousse en même temps que Picasso. La même année le président Vincent Auriol le décore de la Légion d'honneur.
En 1967, il s'installe avec sa seconde épouse, Suzanne Ballivet, également artiste peintre et illustratrice, à Mézy-sur-Seine. Jusqu'à sa mort en 1976, il partagera son temps entre cette localité et Palavas-les-Flots. Dans ses caricatures, il s'est d'ailleurs souvent moqué du petit train de Palavas et des touristes se rendant dans la petite station balnéaire. Ironiquement, le petit train de tourisme qui circule dans Palavas-les-Flots l'été est décoré dans un style qui lui rend hommage
Il est inhumé au cimetière Saint-Fulcrand de Saint-Aunès, au côté de Suzanne Ballivet.

## Postérité

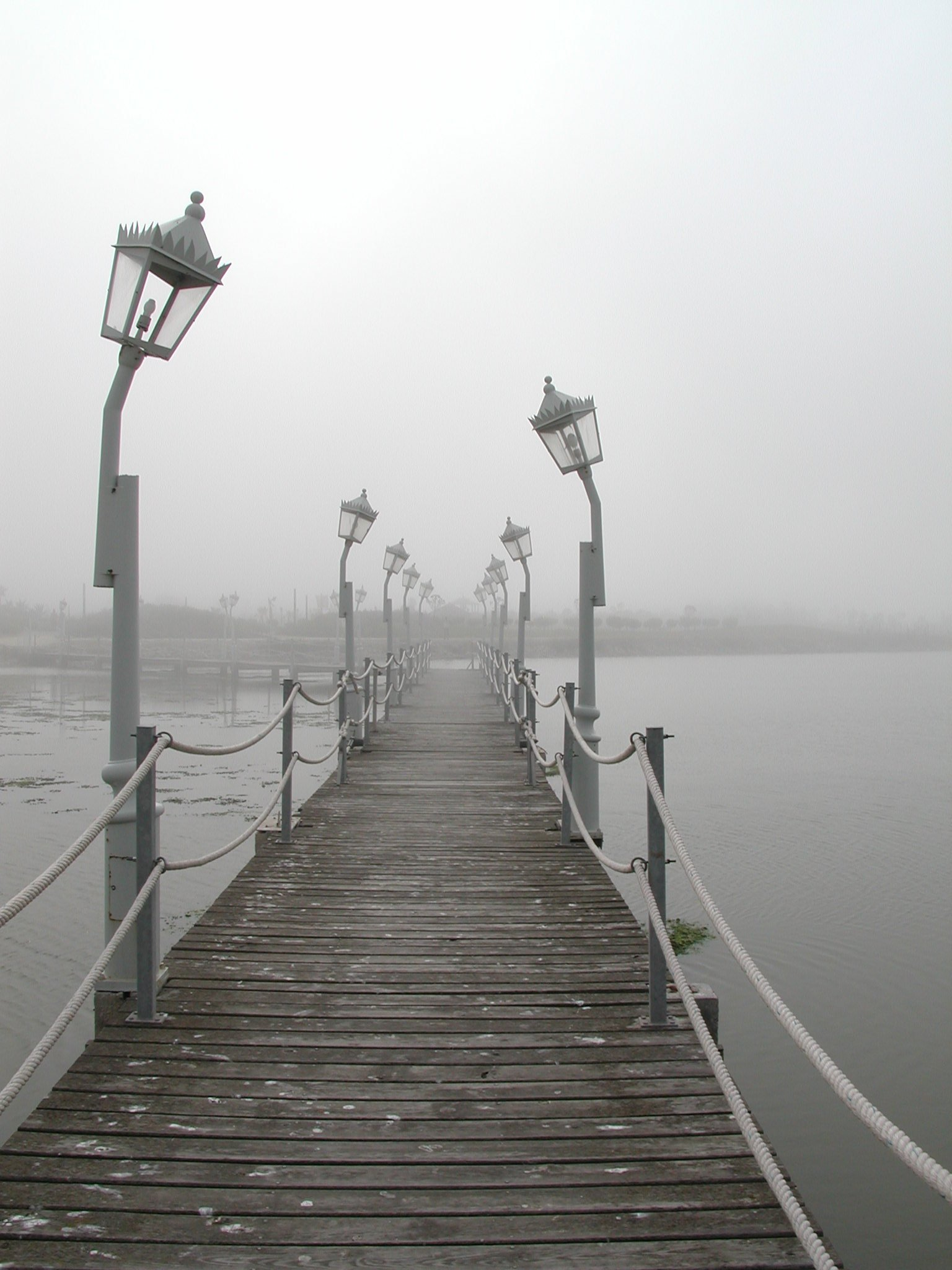
Entrée du musée Dubout à Palavas-les-Flots.

Depuis 1992, un musée lui est consacré dans la redoute de Ballestras à Palavas-les-Flots (Hérault).
La ville de Montpellier a baptisé une avenue à son nom après sa mort.
En 2018, l'Académie Alphonse Allais lui a décerné le prix Alphonse-Allais à titre posthume pour l'ensemble de son œuvre.
En 2023 sort l'album « Albert Dubout illustre Marcel Pagnol » (Editions Bamboo/Grand angle), hommage aux deux artistes complices et aux cinquante ans de la disparition de Marcel Pagnol.